# Tavshed
|  | Denne artikel er oprettet af botten PalnaBot ud fra en ekstern database. Den kan derfor have sproglige fejl eller mangler. Denne skabelon kan fjernes efter kontrol af indholdet. |

Tavshed er en kortfilm instrueret af Isabel Bilde efter manuskript af Isabel Bilde og Mariam Safwat.